# Луарсаб II
Луарсаб II (груз. ლუარსაბ II) је био карталински кнез у Грузији. 
Рођен је 1587. године. И његов отац, Георгије X (1600—1603), је пострадао због вере у Исуса Христа тако што је отрован од персијског шаха Абаса I (1584—1628). Луарсаб је бачен у неку тамницу, близу Шираса, у којој је провео седам година. Тада, је наредби шаха Абаса I, обешен у тамници са двојицом слугу, 21. јуна (4. јула) 1622. године. У хришћанској традицији помиње се да је на његовом гробу виђена небеска светлост.
Српска православна црква слави га 21. јуна по црквеном, а 4. јула по грегоријанском календару.